# Temperatura di ristagno

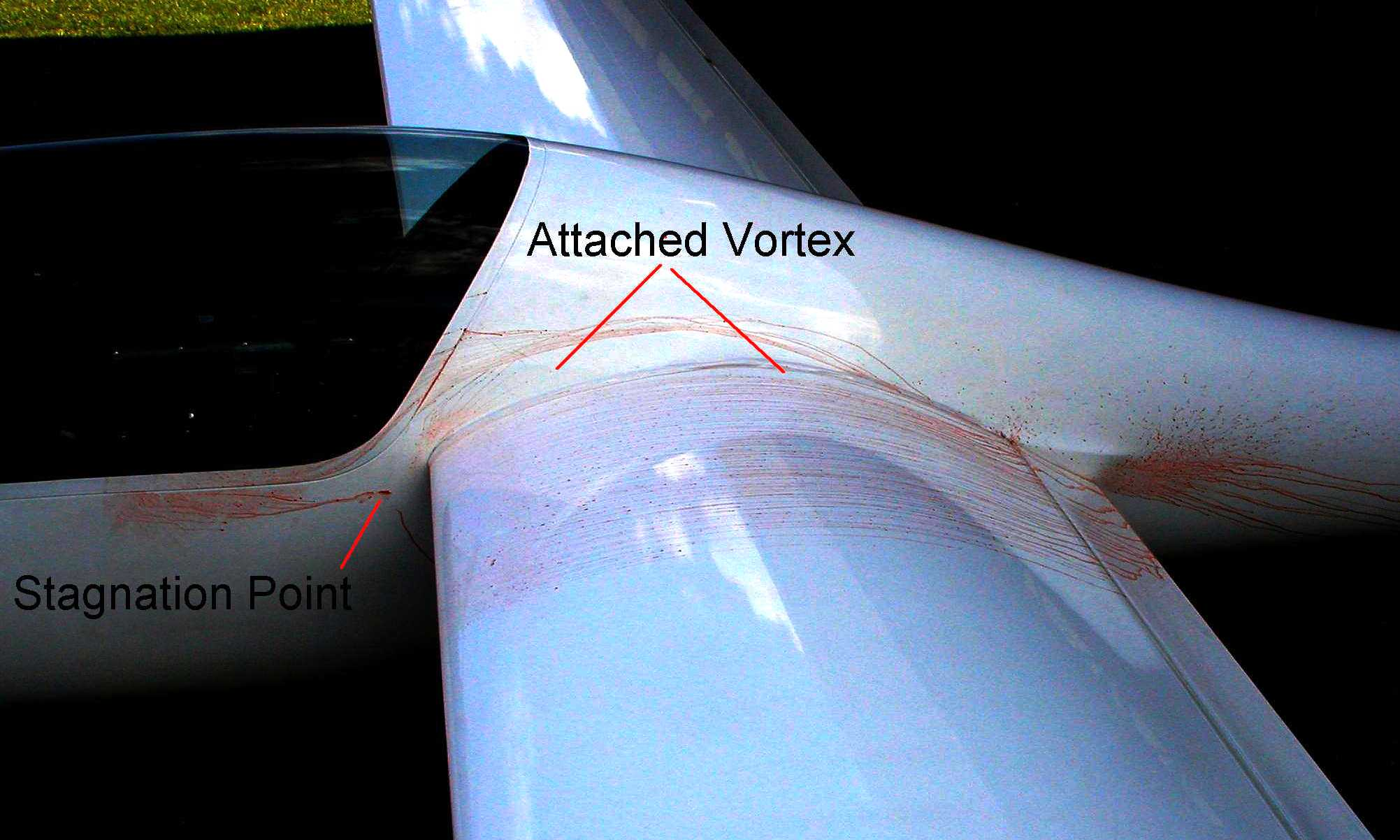
Punto di ristagno (Stagnation point)

La temperatura di ristagno (o temperatura totale) è la temperatura in un punto di ristagno di un flusso di un fluido. Nel punto di ristagno la velocità media del fluido è nulla e tutta l'energia cinetica è convertita in energia interna ed è aggiunta all'entalpia statica locale. Nei flussi di fluidi comprimibili e incomprimibili, la temperatura di ristagno è uguale alla temperatura totale in tutti i punti appartenenti alle linee di corrente che portano al punto di ristagno.
La temperatura di ristagno può essere derivata dal primo principio della termodinamica: applicando l'equazione dell'energia di un flusso costante (nel tempo) e trascurando i termini del lavoro, del calore e del potenziale gravitazionale si ottiene:
{\displaystyle h_{0}=h+{\frac {V^{2}}{2}}}
dove:
h0 è l'entalpia totale (o di ristagno) nel punto di ristagno
h è l'entalpia statica in ogni altro punto sulla linea di corrente di ristagno
V è la velocità di quel punto sulla linea di corrente
Sostituendo l'entalpia, assumendo un costante calore specifico a pressione costante, ossia l'ipotesi di gas perfetto, l'espressione: 
{\displaystyle h=c_{p}T}
nella precedente si ottiene:
{\displaystyle T_{0}=T+{\frac {V^{2}}{2c_{p}}}}
o
{\displaystyle {\frac {T_{0}}{T}}=1+{\frac {\gamma -1}{2}}\mathrm {Ma} ^{2}}
dove:
cp è il calore specifico a pressione costante
T0 è la temperatura di ristagno (o totale) nel punto di ristagno
T è la temperatura statica su un punto della linea di corrente
V è la velocità in quel punto
Ma è il numero di Mach in quel punto
γ è il coefficiente di dilatazione adiabatica